# آنا أفدييفا
آنا ميخايلوفنا أفدييفا (بالروسية:  Анна Микайовна Авдеева) هي رامية جلة روسية ولدت في يوم 6 أبريل 1985 في مدينة أورينبورغ في الاتحاد السوفيتي، أبرز إنجازاتها هو فوزها بالميدالية الذهبية في بطولة أوروبا لألعاب القوى داخل الصالات 2011 في باريس، كما فازت بالميدالية البرونزية في بطولة أوروبا لألعاب القوى 2010 في برشلونة وبالميدالية الفضية في بطولة العالم لألعاب القوى داخل الصالات 2009 في الدوحة.

## روابط خارجية
- آنا أفدييفا على موقع الاتحاد الدولي لألعاب القوى (الإنجليزية)
- آنا أفدييفا على موقع الدوري الماسي (الإنجليزية)
- آنا أفدييفا على موقع أوليمبيديا (الإنجليزية)